# Lurio (Fluss)
Der Lúrio ist ein Fluss in Mosambik.

## Verlauf
Der Fluss hat seine Quellen im äußersten Süden der Provinz Niassa, westlich der Stadt Cuamba an der Grenze zu Malawi. Er bildet die Grenze zwischen der Provinz Nampula am rechten Ufer und den Provinzen Niassa und Cabo Delgado am linken Ufer. Der Lúrio mündet zwischen den Städten Pemba und Nacala in die Straße von Mosambik.

## Einzugsgebiet
Das Einzugsgebiet des Lúrio ist das viertgrößte des Landes. Es hat eine Fläche von 61.015 km². Es durchquert den nördlichen Teil des Landes und erstreckt sich sogar noch einige wenige Quadratkilometer nach Malawi. Der Lúrio ist ungefähr 605 Kilometer lang und hat einem durchschnittlichen jährlichen Durchfluss von 287 m³/s.